# ヘイランド・ミッチェル
- ジェイランド・ミッチェル

ヘイランド・ヤイール・ミッチェル・バルトダーノ（Jeyland Yahir Mitchell Baltodano , 2004年9月29日 - ）は、コスタリカ・リモン州リモン出身のサッカー選手。エールディヴィジ・フェイエノールト所属。ポジションは DF。

日本のサッカーメディアでは『ジェイランド・ミッチェル』と紹介される事が多い。

## クラブ経歴

### 母国時代
8歳の時に地元のリモンFCのアカデミーに入所。2020年にデポルティーボ・サプリサのユースに移るも、同年に襲ったCOVID-19の影響で退団。翌年リモンFCに再入団。しかし、2021年中に今度はADグアナカステカに移籍し、プロデビュー。以降もあらゆるチームを移籍するシーズンを送る。

### フェイエノールト
2024年7月8日、フェイエノールトと5年契約を結んだ

## 代表経歴
2024年にユース代表を経験することなく、2月3日のエルサルバドル戦で代表デビュー。同年6月にはコパ・アメリカ2024の代表にも選出された。